# El emperador de Alegría
El emperador de Alegría es una novela de 2025 del escritor vietnamita-estadounidense Ocean Vuong. Fue anunciada en abril de 2024 y publicada el 13 de mayo de 2025. Penguin Press publicó la novela en Estados Unidos y Jonathan Cape en el Reino Unido.

## Contexto
La novela se inspira en las experiencias reales de Vuong en el sector servicios, así como en el cuidado de personas mayores. Al escribirla, Vuong se opuso específicamente a la idea de escribir una narrativa minoritaria modelo de la pobreza a la riqueza: «Cuando crecí en mi familia y mi comunidad, lo más común —el mejor escenario— era que alguien trabajara en el mismo trabajo durante 30 años, condujera el mismo coche y viviera en el mismo apartamento. Eso no es fracaso. Eso es una vida decente».

## Trama
La novela sigue a Hai, un joven de 19 años que vive en East Gladness, un pueblo de Connecticut. Justo antes de saltar de un puente para suicidarse, Grazina, una anciana con demencia, lo insta a reconsiderar su decisión. A partir de entonces, Hai se convierte en su cuidador.

## Recepción
Tras su anuncio, el libro se convirtió en uno de los lanzamientos más esperados para 2025. La revista Time lo nombró uno de los 39 libros más esperados del año.  La revista británica GQ comentó: «Esperen la clase de prosa y sensibilidad emocional que cautivan el alma».
Pride lo nombró uno de sus 10 libros LGBTQ+ más esperados de 2025, afirmando: «Prosa o poesía, independientemente de la premisa, elegiré cualquier cosa que escriba porque siempre es, sin falta, una porción inefablemente conmovedora de la experiencia humana». Electric Literature también lo llamó uno de los libros queer más esperados para la primavera de 2025. Sally Tamarkin, escribiendo para Them, escribió: «Ya me estoy preparando para más de la prosa desgarradora de Vuong».
Book Riot informó que la novela fue uno de los tres libros incluidos en la lista de Ficción contemporánea e histórica más esperada de Goodreads de 2025.
Kirkus Reviews afirmó que «las referencias a Matadero cinco y Los hermanos Karamazov subrayan el interés de Vuong por explorar la guerra y la moral, pero esta novela es notable porque intenta abordar esos temas más allá del realismo convencional o la pornografía bélica. Es una exploración desordenada pero valiosa de cómo el dolor y el autoengaño se filtran en la vida cotidiana, así como de las sorprendentes y crueles formas en que la violencia se transmite de generación en generación».